# 麒麟阁
麒麟阁是中国西汉时皇家建筑，位于未央宫天禄阁西北。阁中画有西汉功臣画像。
汉宣帝甘露三年（前51年），边界安定，戎狄宾服。汉宣帝为表彰功臣，将霍光、张安世、韩增、赵充国、魏相、丙吉、杜延年、刘德、梁丘贺、萧望之、苏武等11人图像绘于麒麟阁上，是为麒麟阁十一功臣。这是为中国古代图画功臣制度肇始。